# Château de Callaly
Le château de Callaly est un bâtiment classé Grade I et une importante maison de campagne située au nord du village de Callaly, situé à environ 14 km à l'ouest d'Alnwick, Northumberland, Angleterre.

## Histoire
Il est situé à proximité du site d'un château à motte du XIIe siècle et d'un fort de colline de l'âge du fer. Une tour Pele est construite au XIVe ou XVe siècle et elle est ensuite incorporée, comme aile ouest, d'une nouvelle maison construite par John Clavering en 1619. Les premiers ajouts majeurs sont réalisés en 1676 par l'architecte Robert Trollope. En 1707, d'autres modifications sont apportées qui masquent plus ou moins toutes les caractéristiques antérieures.
Les jardins sont reconfigurés en 1770, peut-être par un ou plusieurs frères Kennedy, jardiniers et pépiniéristes de premier plan, qui créent un jardin d'agrément similaire à trois murs à Croxdale Hall dans le comté de Durham pour la famille Salvin qui est également catholique et a des liens familiaux avec les Clavering.
Le château est pendant de nombreuses années la demeure de la famille Clavering et comprend une chapelle catholique romaine qui est désacralisée lorsque les Clavering vendent la propriété en 1877.
Des modifications sont apportées aux XVIIIe et XIXe siècles, suivies d'importants travaux de restauration par le nouveau propriétaire Alexander Browne dans les années 1890. En 1987, l'architecte Kit Martin le divise en appartements résidentiels.